# René Bonino
René Bonino (René Joseph Alphonse Bonino; * 14. Januar 1930 in Beausoleil; † 17. August 2016 in Autun) war ein französischer Sprinter.
Bei den Olympischen Spielen 1952 in Helsinki wurde er Fünfter in der 4-mal-100-Meter-Staffel und schied über 100 m im Vorlauf aus.
1954 gewann er bei den Leichtathletik-Europameisterschaften in Bern Silber über 100 m und schied in der 4-mal-100-Meter-Staffel im Vorlauf aus.
Bei den Olympischen Spielen 1956 erreichte er über 100 m das Viertelfinale und in der 4-mal-100-Meter-Staffel das Halbfinale.
1951, 1952 und 1954 wurde er Französischer Meister über 100 m. Seine persönliche Bestzeit über diese Distanz von 10,5 s stellte er am 24. August 1952 in Colombes auf.